# Boris Piermikin
Boris Siergiejewicz Piermikin, ros. Борис Сергеевич Пермикин (ur. 23 marca?/4 kwietnia 1890 w Rewdzie, zm. 11 marca 1971  w Salzburgu) – rosyjski wojskowy (generał), dowódca 3 Armii Rosyjskiej w Polsce podczas wojny polsko-bolszewickiej 1919-1920, emigrant, oficer sztabowy Kozackiej Brygady Kawalerii pod koniec II wojny światowej.

## Życiorys
W 1914 r. został studentem uniwersytetu w Petersburgu, ale przerwał studia z powodu ochotniczego wstąpienia w szeregi 9 Bugskiego Pułku Ułanów. Brał udział w I wojnie światowej. W poł. stycznia 1915 r. awansował do stopnia praporszczika, zaś w czerwcu 1916 r. – porucznika. Od 1917 r. w stopniu sztabsrotmistrza dowodził pododdziałem karabinów maszynowych 9 Bugskiego Pułku Ułanów. W 1918 r. zmobilizowano go do nowo formowanych wojsk bolszewickich. Objął dowodzenie szwadronu 3 Piotrogradzkiego Pułku Kawalerii. Pod koniec października tego roku podczas walk w rejonie Pskowa przeszedł na stronę Białych. W listopadzie sformował 17-osobowy pododdział wojskowy, na czele którego nocą dokonał desantu na jednej z Wysp Tałabskich na Jeziorze Pejpus. Wziął tam do niewoli sztab bolszewicki. Następnie przeprowadził werbunek okolicznej ludności i powrócił do Pskowa, gdzie utworzył Batalion Tałabski. Dowodząc nim, zajął Wyspę Perrisar. W marcu 1919 r. Batalion został rozwinięty w Pułk Tałabski, który w kwietniu tego roku skierowano na front pod Narwę. Boris S. Piermikin został mianowany rotmistrzem. Pułk uczestniczył w wiosennej ofensywie wojsk gen. Nikołaja N. Judenicza na Piotrograd. Pod koniec maja B. S. Piermikin awansował na pułkownika. Podczas jesiennego natarcia na Piotrogród dowodził 2 Brygadą Piechoty 2 Dywizji Strzeleckiej, od poł. października w stopniu generała majora. Pod koniec listopada, kiedy wojska białych prowadziły masowy odwrót, na krótko stanął na czele 5 Liwieńskiej Dywizji Piechoty. Pod koniec stycznia 1920 r. z Estonii wyjechał do Polski, gdzie pod koniec września tego roku w stopniu generała lejtnanta objął dowództwo nowo formowanej 3 Armii Rosyjskiej. Po krótkiej próbie przerwania się na Krym została ona w listopadzie internowana w Polsce. W okresie dwudziestolecia międzywojennego inwalida wojenny, mieszkał początkowo w Polsce, po czym przeniósł się do Francji, gdzie pracował w fabryce. Jesienią 1944 r. wyjechał do południowej Austrii. Wstąpił do nowo formowanej Kozackiej Brygady Kawalerii gen. Antona W. Turkula, zostając oficerem sztabowym. Po zakończeniu wojny pozostał w Austrii.